# Карлсбад (Калифорнија)
Карлсбад (енгл. Carlsbad) град је у америчкој савезној држави Калифорнија. По попису становништва из 2010. у њему је живело 105.328 становника.

## Демографија
Према попису становништва из 2010. у граду је живело 105.328 становника, што је 27.081 (34,6%) становника више него 2000. године.
|                   | 2010.            | 2000.           |
| Укупно            | 105 328 (100,0%) | 78 247 (100,0%) |
| Белци             | 78 879 (74,89%)  | 63 013 (80,53%) |
| Хиспаноамериканци | 13 988 (13,28%)  | 9 170 (11,72%)  |
| Азијати           | 7 460 (7,083%)   | 3 315 (4,237%)  |
| Остали            | 3 622 (3,439%)   | 1 996 (2,551%)  |
| Афроамериканци    | 1 379 (1,309%)   | 753 (0,962%)    |